# هربس تناسلي
هربس تناسلي (بالإنجليزية: Herpes genitalis)‏ هو مرض يُصيب العضو الجنسي يتسبب به فيروس الحلأ البسيط (HSV). وأشارت دراسة أجريت عام 1998 بأن العدوى الأكثر شيوعاً للمرض تنتقل بالإتصال الجنسي من قبل لعدد كبير من الحالات. مُعظم الأفراد الذين يصابون بالهربس لا يدركون أنهم قد أصيبوا بهذا المرض، والكثير منهم سوف يعانون من انتشار المرض على شكل بثور تُشبه القروح الباردة. لا يوجد علاج للهربس، لكن مع مرور الوقت تبدأ البثور بالاختفاء ويقل انتشارها.
تم تقسيم المرض إلى نوعين (HSV-1) و(HSV-2)‏. حيثُ كان في السابق النوع الثاني هو المتسبب بالمرض، لكن حالياً أصبح النوع الأول متسبب بـ80% من الإصابات.

## الأعراض
في الذكور، تحدث البثور على حشفة القضيب أو على جسم القضيب ومناطق تناسلية أخرى أو على الأرداف وفتحة الشرج والفخذ الداخلي. في الإناث، تظهر الآفات على أو بالقرب من العانة والبظر أو أجزاء أخرى من الفرج مثل الأرداف أو فتحة الشرج.
وتشمل الأعراض الشائعة الأخرى آلام، والحكة، وحرق. أما الأعراض الأقل انتشاراً تشمل أعراض مثل إفرازات من القضيب أو المهبل، والحمى، والصداع، وآلام في العضلات، وتضخم في الغدد الليمفاوية والشعور بالتوعك. وغالباً ما تواجه النساء أعراض إضافية تشمل عسر بالتبول والتهاب عنق الرحم. يعتبر التهاب المستقيم الهربسي هو أمر شائع بالنسبة للأفراد الذين يُمارسون الجنس الشرجي.